# Vidovo
Vidovo je tradicionalni spomendan, koji se slavi 15. lipnja u čast svetog Vida, kršćanskog mučenika iz 4. stoljeća. Ovaj spomendan ima duboke korijene u tradiciji i predstavlja važan dio narodne kulture, osobito u ruralnim područjima gdje se održavaju brojni običaji povezani s poljoprivredom i zaštitom od bolesti.
Sveti Vid (lat. Sanctus Vitus) bio je kršćanski mučenik koji je prema predaji život završio oko 303. godine za vrijeme progona kršćana pod carem Dioklecijanom. Rođen je u Siciliji ili južnoj Italiji, a mučen je zajedno sa svojim odgajateljem Modestom i dadiljom Krescencijom. Sveti Vid se smatra zaštitnikom od „plesnog bola” (Sydenhamova chorea), epilepsije i drugih neuroloških bolesti, kao i zaštitnikom glumaca, plesača i mladih ljudi.
Vidovo, koje se slavi 15. lipnja, obično pada u razdoblje ljetnih temperatura i sunčanih dana koji karakteriziraju sredinu lipnja. Međutim, narodna meteorološka predanja svjedoče da su se tijekom povijesti na ovaj dan znale javiti i obilnije kiše, što je rezultiralo specifičnim prognostičkim pravilima u pučkoj meteorologiji.
Vidovdan je religijski praznik svetog Vida koji se u Srpskoj pravoslavnoj Crkvi i Bugarskoj pravoslavnoj Crkvi slavi također 15. lipnja prema julijanskom kalendaru. Zbog razlike između  julijanskog i gregorijanskog kalendara, ovaj datum trenutačno odgovara 28. lipnju prema gregorijanskom kalendaru koji se koristi u građanskom kalendaru.
Ova kalendarska razlika rezultira time da se Vidovdan u pravoslavnim zemljama slavi trinaest dana kasnije nego u katoličkim zemljama, što stvara dvije različite tradicije obilježavanja istog sveca. U srpskoj tradiciji Vidovdan ima posebno povijesno značenje, povezano s Bitkom na Kosovu polju 1389. godine, što mu daje dodatnu nacionalnu i kulturnu dimenziju.
Osim sv. Ivana, samo se sv. Vid trajno štuje kao zaštitnik ljetnog solsticija. Od kasnog srednjeg vijeka, Vidovdan se često slavio kao stvarni početak ljeta umjesto Ivanja, jer je označavao astronomski ljetni solsticij dobrih 100 godina od sredine 13. stoljeća. Posebno u ruralnim i poljoprivrednim područjima, sv. Vid se etablirao kao svetac početka ljeta, tako da se na Vidovdan počinjala košnja sijena, sadnja i sjetva određenih biljaka te sakupljanje ljekovitog bilja.
Od 1991. godine Grad Rijeka ponovno nakon 45 godina, svake godine obilježava Dan svoga zaštitnika Svetog Vida, pa je 15. lipnja ujedno postao i Dan Grada Rijeke koji se svečano obilježava vjerskim i pučkim slavljem.